# Park Miniatur w Żywcu
Park Miniatur w Żywcu znajduje się w Parku Zamkowym w Żywcu.

## Opis parku miniatur
W centrum Żywca, w zabytkowym parku zamkowym, tuż koło Pałacu, znajduje się Park Miniatur, w którym można zobaczyć modele najciekawszych zabytków Podbeskidzia. Projekt powstał w ramach historycznego parku tematycznego „Od Komorowskich do Habsburgów”.
W Parku znajdują się miniatury m.in. Zamku w Suchej Beskidzkiej, okolicznych pałaców, np. pałaców w Rajczy i Kamesznicy, dworów, leśniczówki czy kościółka drewnianego znajdującego się obecnie przy Zameczku Prezydenta w Wiśle Czarne.
Bilet do Parku (5 zł) obejmuje również wstęp na wystawę do Pałacu w Żywcu, na której można zobaczyć m.in. modele zamku żywieckiego w odsłonach z różnych okresów dziejowych.